# Варење хране у желуцу преживара
Код хербивора преживара гастро-интестинални тракт је добро адаптиран за бактеријску ферментацију и искоришћавање продуката њиховог разлагања. Њихов желудац се састоји из четири дела: мрежавац (лат. reticulum), бураг (rumen), листавац (omasum) и сириште (abomasum).

## Еволуционе промене
У читавом животињском царству могућност разлагања хране у дигестивном тракту је веома мала, иако се велика количина целулозе налази у биљној маси. Постоје два мишљења о еволуцији грађе дигестивних органа преживара: једно је да се њихова грађа прилагођавала врсти хране коју су имали на располагању, а друго је да су животиње бирале храну која одговара типу њиховог дигестивног тракта. Код животињских врста које поседују способност разлагања целулозе дигестивни органи су тако модификовани како би обезбедили оптималне услове за преживљавање и делатност својих симбионата - микроорганизама који разграђују целулозу до производа значајних за домаћина. 

## Капацитети преджелудаца
Укупан капацитет преджелудаца варира између 110-250 литара, зависно од величине и расе говеда. Од ове запремине на бураг и мрежавац отпада око 85%. Запремина самог бурага код говеда износи 100-150 литара, листавца 7-18, а сиришта 10-20. Капацитет преджелудаца код овце износи 15 литара.